# Liste des idiophones dans le système Hornbostel-Sachs
Cet article traite de la catégorie des idiophones dans le système Hornbostel-Sachs. Conçu par Erich von Hornbostel et Curt Sachs en 1914, ce système permet une classification des instruments de musiques,.
Les idiophones forment la première grande catégorie de la classification Hornbostel-Sachs. Dans un idiophone, le son est issu directement de la substance même de l'instrument, en raison de sa solidité et de son élasticité, sans avoir recours à une mise en tension d'une quelconque partie de l'instrument. La classification Hornbostel-Sachs prévoit quatre modes de jeu : percussion, pincement, frottement et souffle. Le pincement doit être imaginé dans le même sens que lorsqu'il s'agit de pincer une corde d'un violon ou d'une guitare chez les cordophones par exemple. Pour les idiophones, cela se concrétise par exemple sous la forme d'un pincement de lamelle.
Il est aussi fait distinction entre les idiophones frappés directement et indirectement. Dans le premier cas, le musicien frappe chaque coup qu'il veut porter sur l'instrument lui-même (xylophone), tandis que dans le second cas, l'instrument est secoué ou raclé (maracas). Les idiophones frappés indirectement ne produisent généralement pas de son à hauteur déterminée, ce qui est souvent le cas en revanche pour les idiophones frappés directement.
L'usage des idiophones reste assez peu courant en musique européenne savante, mais est plus fréquent en musique extra-européenne.

## Idiophones (1)

### Idiophones frappés (11)
Dans un idiophone frappé, l'instrument est mis en vibration par percussion.

#### Idiophones frappés directement (111)
Le musicien effectue lui-même les mouvements de percussion. Il importe peu que ce soit au moyen d'un système intermédiaire (mécanique, clavier, corde, battant, etc.). Ce qui est important, c'est que chaque coup peut être porté de manière individuelle et clairement définie, et que l'instrument lui-même soit prévu pour ce type de percussion.

##### Idiophones à concussion (111.1)

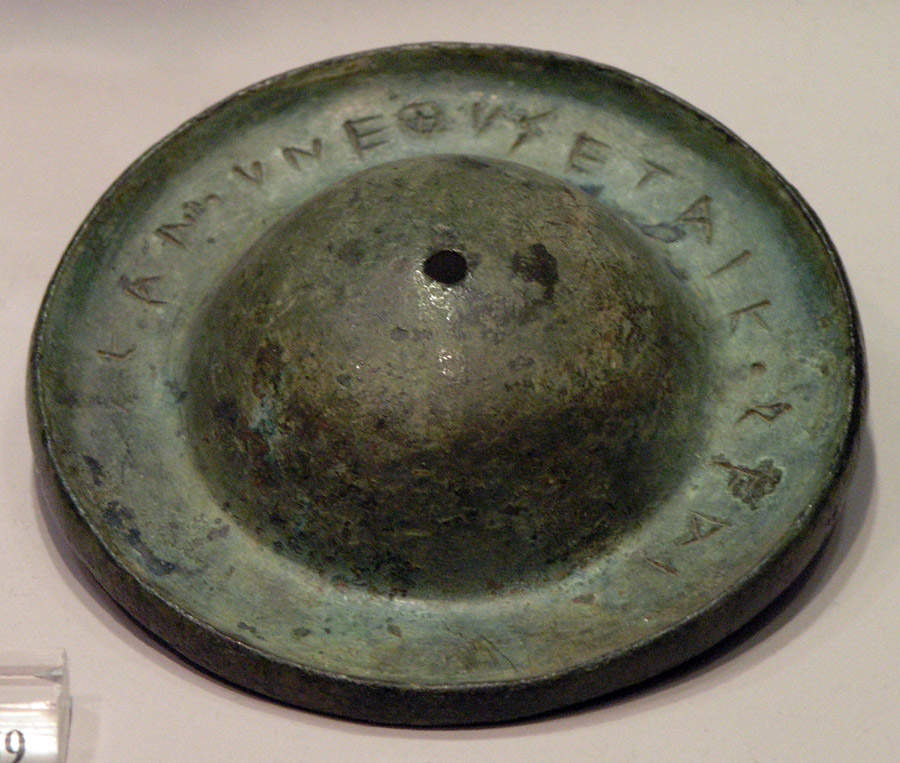
Cymbale de bronze, 111.142.

Dans un idiophone à concussion, deux ou plusieurs parties sonores sont entrechoquées.
- 111.11 : bâtons à concussion (Viêt Nam, Inde, îles Marshall ; clapstiks, claves)
- 111.12 : plaques à concussion (Chine, Inde ; cliquettes, guban, paiban, fouets)
- 111.13 : gouttières à concussion (Birmanie)
- 111.14 : récipients à concussion. Un faible creux dans la surface d'une plaque compte comme récipient (cuillers)
  - 111.141 : castagnettes. Récipients naturels ou creusés artificiellement (castagnettes, noix de coco, krap).
  - 111.142 : cymbales. Le rebord est recourbé (ching, cymbales par paire).

##### Idiophones à percussion (111.2)

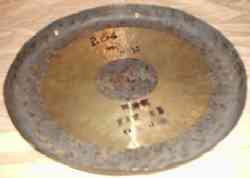
Gong, 111.241.1.

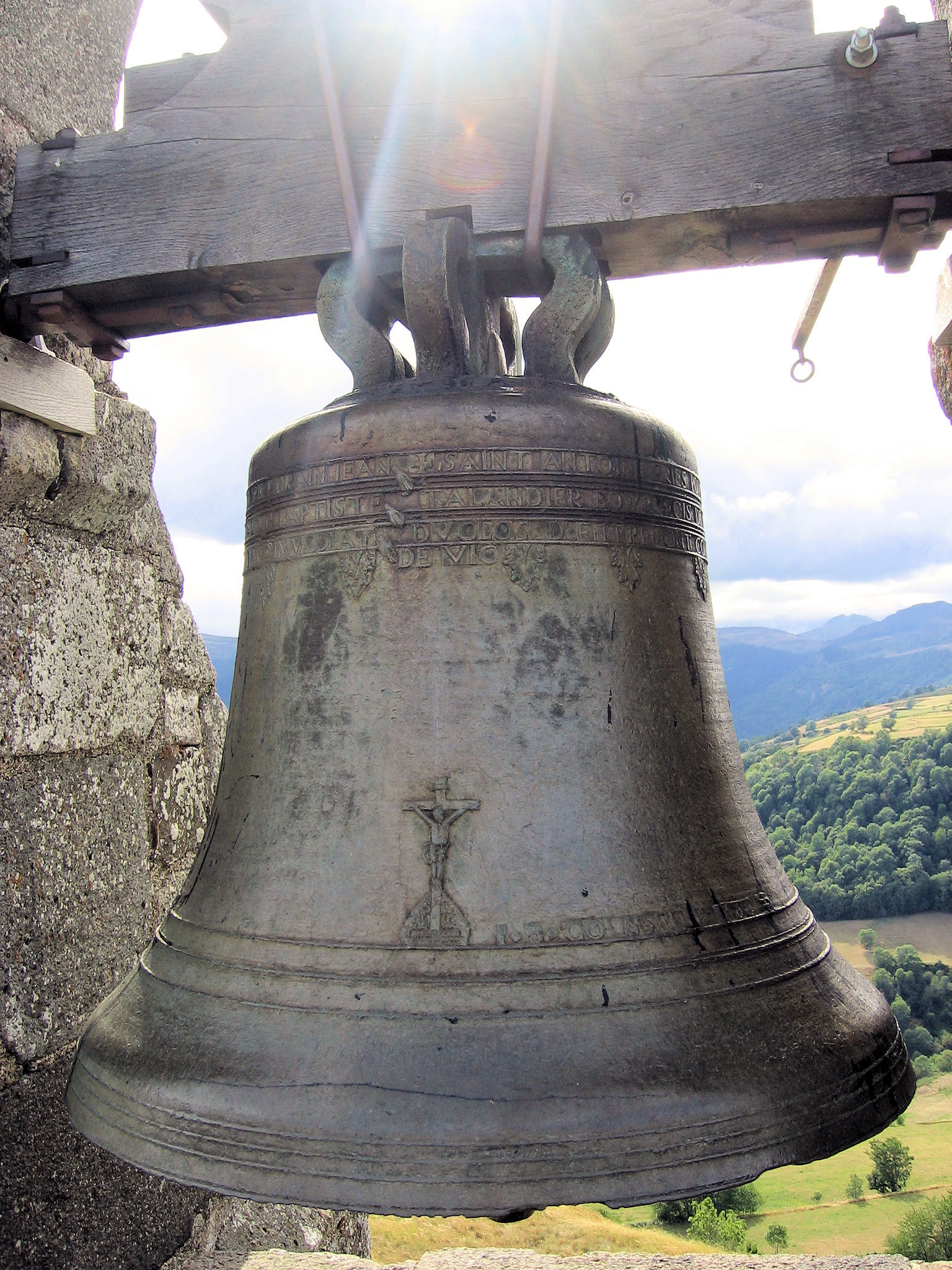
Cloche, 111.242.122.

Dans un idiophone à percussion, l'instrument est frappé par un objet non sonore (main, bâton, mailloche) ou contre un objet non sonore (corps du musicien, sol).
- 111.21 : bâtons à percussion
  - 111.211 : isolés (Japon, Viêt Nam, Balkans ; dhantal, triangle)
  - 111.212 : groupés. Plusieurs bâtons de hauteurs différentes forment un instrument unique (balafon, gandingan a kayo, glasschord, glass Marimba, kulintang a kayo, kwintangan kayo, luntang, marimba, marimbaphone, xylophone, xylorimba)
- 111.22 : plaques à percussion
  - 111.221 : isolés (Église orthodoxe)
  - 111.222 : groupés (crotales, lithophone, métallophones : célesta, fangxiang, gangsa, gendér, glockenspiel, kulintang a tiniok, ranat ek lek, ranat thum lek, piano jouet, ugal, vibraphone)
- 111.23 : tubes à percussion
  - 111.231 : isolés (agung a tamlang, alimba, cloche tubulaire, huari, huiringua, kagul, krin ou kolokolos, mondo, mukoko, tambour à fente, teponaztli, wood-block tubulaire)
  - 111.232 : groupés (carillon tubulaire, jegog, tubaphone, xylophone tubulaire)
- 111.24 : récipients à percussion (boungu, chuk, cymbale, hang, kagul ou tagutok, tambour à fente, steel drum, tank drum, udu, wood-block)
  - 111.241 : gongs. La vibration est la plus forte près du centre. L'instrument est suspendu à son pourtour ou posé dessus.
    - 111.241.1 : isolés (Asie du Sud et de l'Est ; babendil)
    - 111.241.2 : groupés (carillons de gongs, Asie du Sud-Est ; agung, bock-a-da-bock, gandingan, kulintang, reyong)

  - 111.242 : cloches. La vibration est la plus faible près du centre, par où il est suspendu ou sur lequel il est posé.
    - 111.242.1 : isolées
      - 111.242.11 : déposées. La coupe est placée sur la paume de la main ou un coussin (Viêt Nam, Japon, Chine ; gong bouddhiste)
      - 111.242.12 : suspendues, frappées de l'extérieur ou de l'intérieur (cencerro)
        -           - 111.242.121 : sans percussion interne
          - 111.242.122 : avec percussion interne (cloche)

    - 111.242.2 : groupées (carillons)
      - 111.242.21 : déposées (ensemble de gongs himalayens)
      - 111.242.22 : suspendues, frappées de l'extérieur ou de l'intérieur
        -           - 111.242.221 : sans percussion interne
          - 111.242.222 : avec percussion interne

#### Idiophones frappés indirectement (112)
La percussion résulte d'un mouvement du musicien, mais ce mouvement ne consiste pas à frapper. L'instrument fait entendre des clusters de sons plutôt que des sons individuels.

##### Idiophones secoués (112.1)

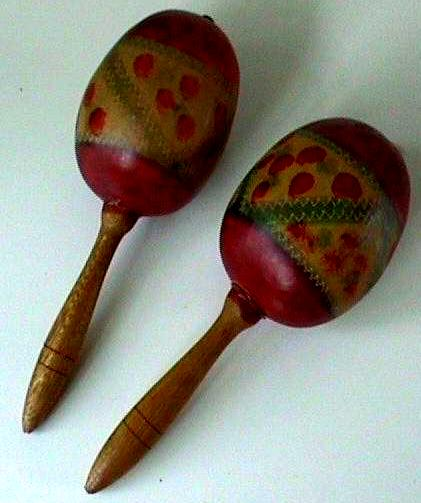
Maracas traditionnelles, 112.13.

Ces idiophones produisent un son lorsqu'ils sont secoués
- 112.11 : suspendus. Les objets sonores perforés sont montés ensemble et secoués pour s'entrechoquer (harpe éolienne)
  - 112.111 : à cordes. Les objets sont enfilés sur un lien (colliers ou bracelets de coquillages, sleigh bell)
  - 112.112 : à bâtons. Les objets sont enfilés sur un bâton ou un anneau (sistre à anneaux, jingle bell)
- 112.12 : à cadre. Les objets sonores coulissent dans des ouvertures d'un cadre sonore, ou non sonore (angklung, flexatone, sistre à barreaux, tambourin, vibraslap)
  - 112.121 : suspendus (bouclier de danse à anneaux)
  - 112.122 : coulissants. Les objets non sonores coulissent dans des ouvertures d'un cadre sonore, ou les objets sonores coulissent dans un cadre non sonore (angklung, sistre à barreaux)
- 112.13 : récipients. Les objets sonores s'entrechoquent à l'intérieur d'un récipient, ou les objets non sonores frappent les parois d'un récipient sonore. Dans certains cas, les objets qui s'entrechoquent sont fixés à l'intérieur du récipient, par exemple à un filet qui l'entoure (bâton de pluie, hosho, maracas).

##### Idiophones raclés (112.2)

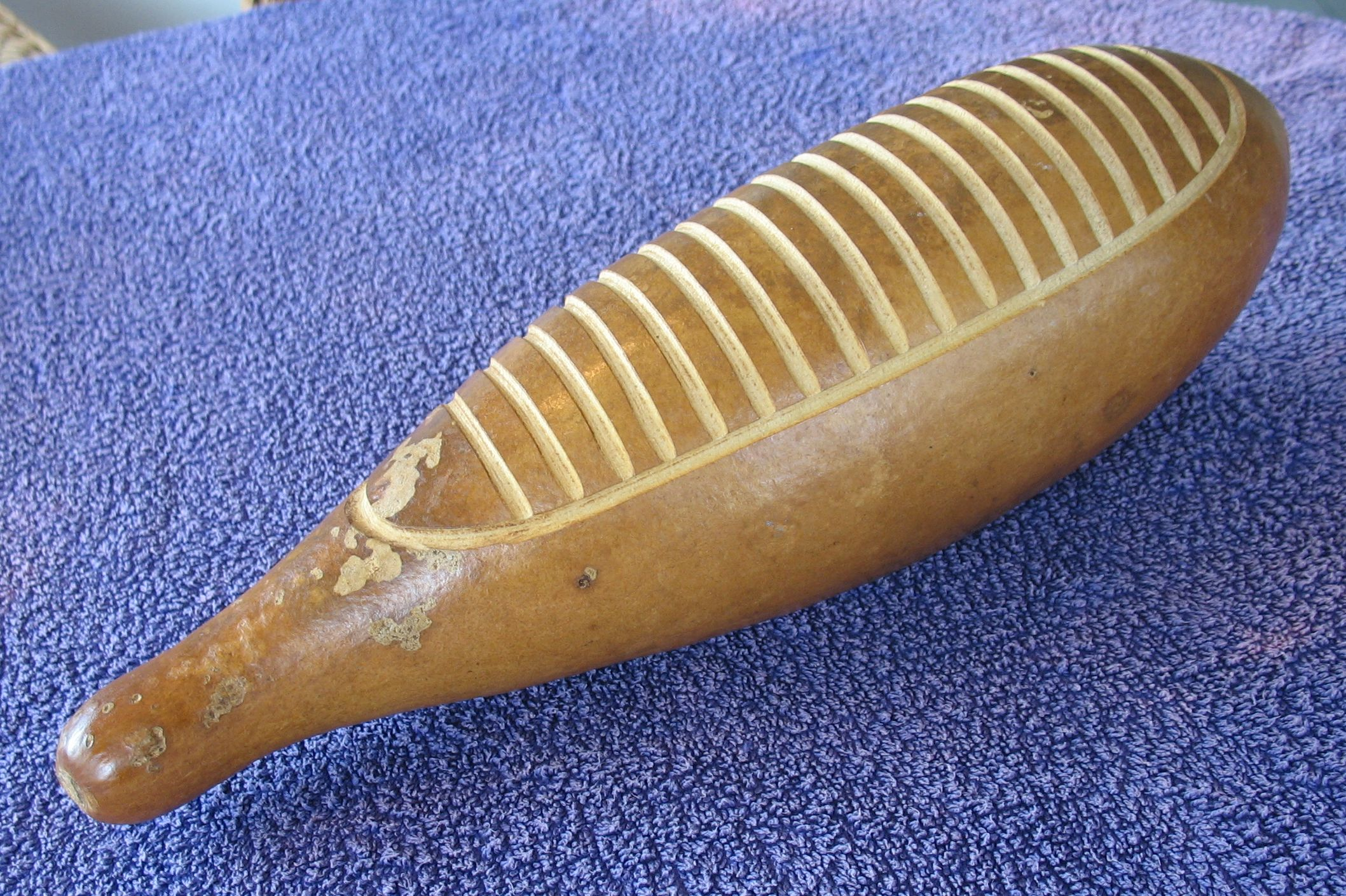
Güiro cubain, 112.23.

L'instrumentiste provoque un mouvement de raclement par lequel un objet non sonore frappe les dents successives d'un objet sonore dentelé, ou inversement. Ce groupe ne doit pas être confondu avec celui des idiophones frottés (13).
- 112.21 : bâtons raclés. Un bâton dentelé est raclé par une tige.
  - 112.211 : sans résonateur (Amérique du Sud, Afrique centrale, Inde)
  - 112.212 : à résonateur (Asie orientale)
- 112.22 : tubes raclés (Sud de l'Inde ; kagul)
- 112.23 : récipients raclés (Amérique du Sud, Afrique centrale ; güiro)
- 112.24 : roues raclées, crécelles. Une roue dentée, dont l'axe sert de manche, et une languette fixée à un cadre qui tourne librement sur le monche. Lorsque le cadre est mis en mouvement, la languette frappe l'une après l'autre les dents de la roue (Europe, Inde)

##### Idiophones fendus (112.3)
- 112.3 : deux ou plusieurs baguettes souples, liées à une extrémité; les baguettes s'entrechoquent à l'autre extrémité (Chine, Malaisie, Balkans, Iran)

### Idiophones pincés (12)
Dans les idiophones pincés, des lamelles fixées à une extrémité sont fléchies puis lâchées pour vibrer librement.

#### Idiophones pincés en forme de cadre (121)
La lamelle vibre dans le cadre.

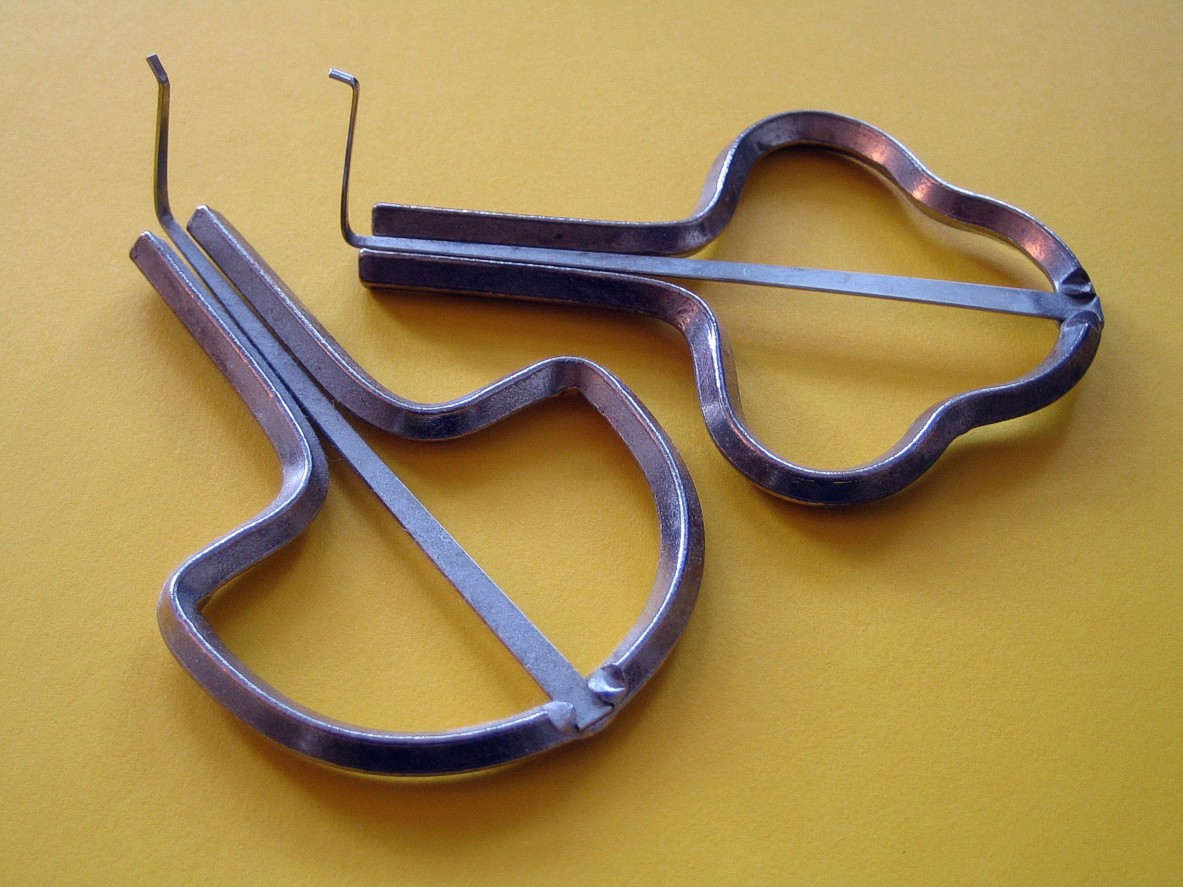
guimbardes modernes, 121.221.

- 121.1 : cricris. La lamelle est sculptée à la surface d'un fruit creux qui sert de résonateur, cette catégorie est le plus souvent idioglotte (Mélanésie).
- 121.2 : guimbardes. La lamelle est fixée sur un cadre, la bouche du musicien sert de résonateur (guimbarde, kouxian, kubing, moorchang)
  - 121.21 : idioglottes. La lamelle est sculptée dans le cadre lui-même, sa base reste solidaire du cadre (inde, Indonésie, Mélanésie)
  - 121.22 : hétéroglottes. La lamelle est fixée ou collée sur le cadre.
    - 121.221 : isolés (Europe, Inde, Chine)
    - 121.222 : groupés. Plusieurs guimbardes de différentes hauteurs sont groupés pour former un instrument unique (aura)

#### Idiophones pincés en forme de peigne (122)

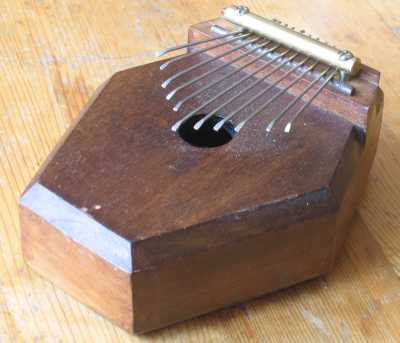
Sanza, 122.12.

les lamelles sont liées à une planche ou découpées dans une planche comme les dents d'un peigne.
- 122.1 : hétéroglottes. Les lamelles sont côte à côte (array mbira, agidigbo, eleke, frankophone, ikembe, kaffir piano, kalimba, kasayi, kisanji, malimbe, marimbula, oopoochawa, sanza, Space Harp, thumb piano, tom).
  - 122.11 : sans résonateur (lamellophones sur planche)
  - 122.12 : avec résonateur (lamellophones sur récipient)
- 122.2 : idioglottes (boîte à musique européenne, peigne)

### Idiophones frottés (13)
Idiophones qui sont frottés, comme par exemple le violon de fer, un instrument comportant des pièces de métal ou de bois plutôt que des cordes.

#### Tiges (131)
- 131.1 : isolées (inconnu à ce jour)
- 131.2 : groupées 
  - 131.21 : à friction directe. Les tiges elles-mêmes sont frottées : par exemple dans le nail violin en anglais, violín de clavos en espagnol (ou « violon de fer » en français, parfois : « violon à aiguilles/ à clous », ou encore « harmonica à clous de fer ») les tiges sont frottées avec un archet[4],[5].
  - 131.22 : à friction indirecte. Des tiges frottées transmettent leur vibration à d'autres auxquelles elles sont fixées (euphone de Chladni).

#### Plaques (132)

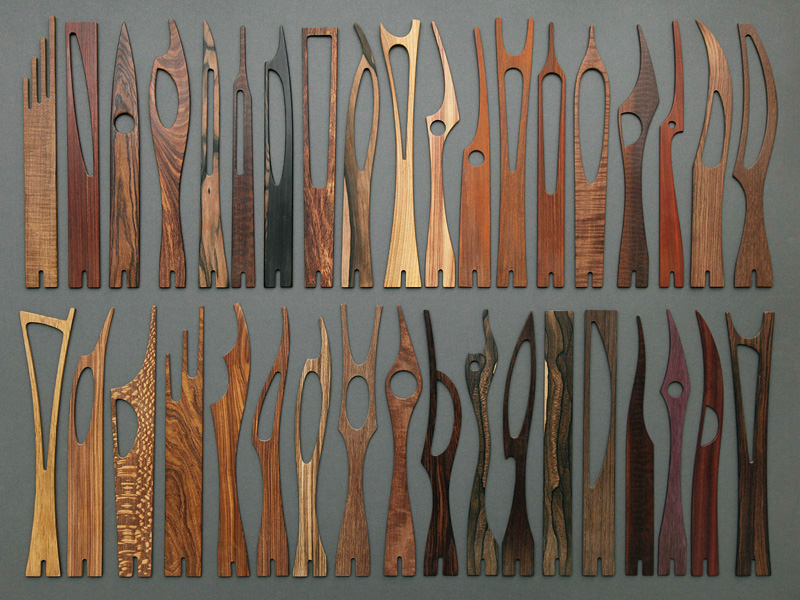
Dents de daxophones, 132.1.

- 132.1 : isolées (daxophone, scie musicale)
- 132.2 : groupées (Nouvelle Orléans ; marimbaphone)

#### Récipients (133)

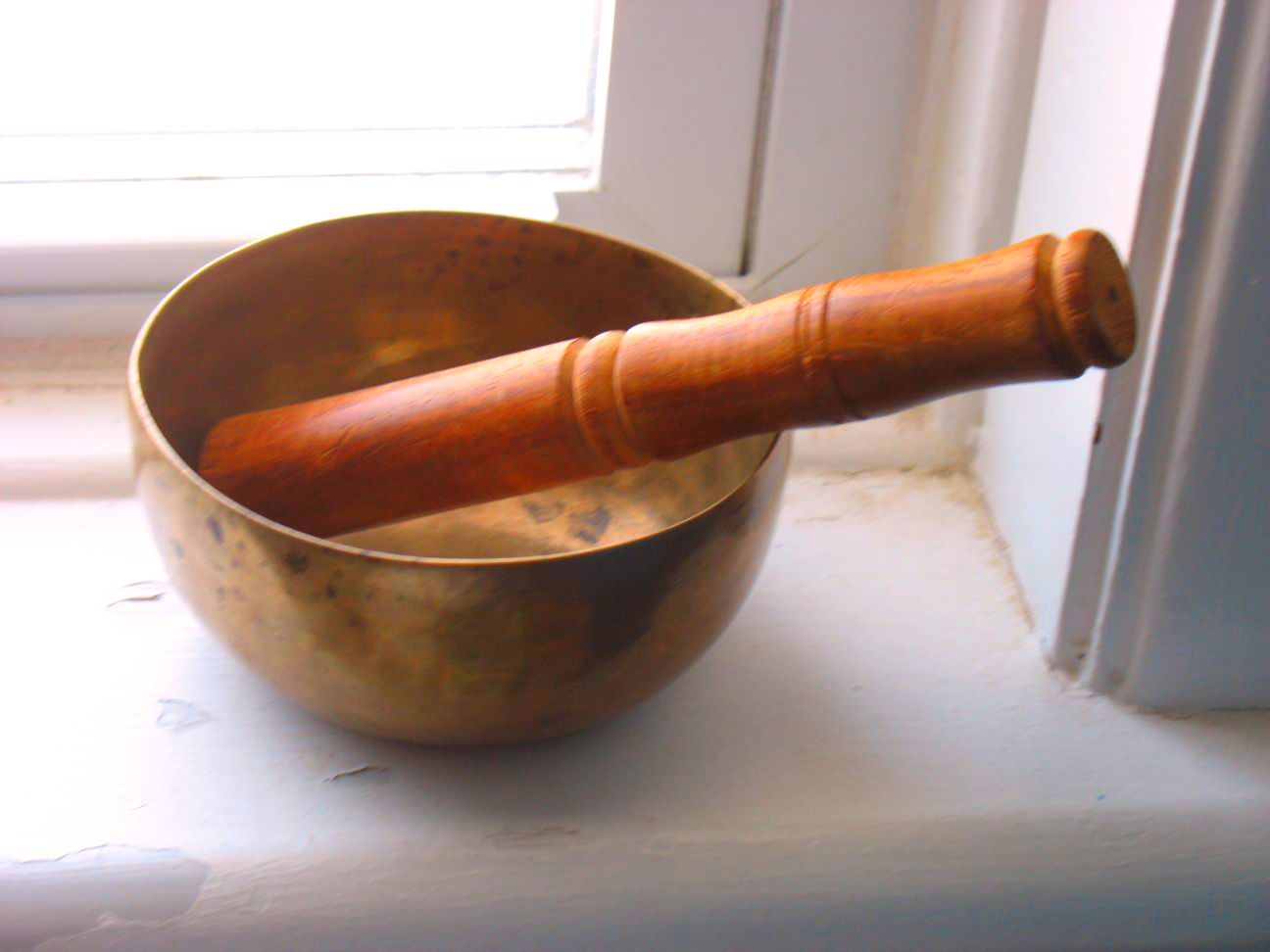
Bol chantant, 133.2.

- 133.1 : isolées (Brésil ; carapace de tortue)
- 133.2 : groupées (bol chantant, glassharmonica, verrillon, verrophone)

### Idiophones soufflés (14)
Idiophones dont la vibration est provoquée par le mouvement de l'air.

#### Tiges (141)
- 141.1 : isolées (inconnu à ce jour)
- 141.2 : groupées (Aeolsklavier[6])

#### Plaques (142)
- 142.1 : isolées
- 142.2 : groupées (piano chanteur[7])

### Idiophones non-classés (15)
Ces idiophones n'ont pas un numéro attribué dans le système Hornbostel-Sachs.
- Wobble board, un idiophone directement plié

### Suffixes additionnels
- -8 : idiophone à clavier
- -9 : idiophone mécanique